# Plexul brahial
Plexul brahial se formează din ramurile ventrale ale nervilor spinali  C5, C6, C7, c8, T1.
Ramurile ventrale din C5 și C6 se unesc și formeaza trunchiul superior. Ramura ventrală din C7 formează singură trunchiul mijlociu. Ramurile ventrale din C8 și T1 formează trunchiul inferior. Din fiecare trunchi se desprind diviziunile anterioare și posterioare. 
Diviziunile anterioare din trunchiul superior și mijlociu se unesec și formeaza Fasciculul Lateral.
Diviziunile posterioare din aceste 3 trunchiuri se continuă ca și Fascicul Posterior. În final, diviziunea anterioară din tr. inferior se continuă cu Fasciculul Medial.
Ramurile colaterale sunt :
- nervul dorsal al scapulei,
- nervul suprascapular,
- nervul pectoral lateral,
- nervul toraco-dorsal,
- nervul subscapular superior,
- nervul subscapular inferior,
- nervul pectoral medial.

Ramurile terminale sunt :
- nervul ulnar,
- nervul median,
- nervul musculocutan,
- nervul radial,
- nervul axilar,
- nervul cutanat brahial median,
- nervul cutanat antebrahial median.